# Список учасників Революції на граніті
Революція на граніті (або Студе́нтська револю́ція на грані́ті) — кампанія широкомасштабних акцій ненасильницької громадянської непокори, заздалегідь організована українською радянською молоддю, переважно студентами. Протести тривали з 2 по 17 жовтня 1990 року в Україні (тодішній УРСР). Стрижнем протестних подій було студентське голодування на площі Жовтневої революції у Києві (нинішньому Майдані Незалежності), в якому брали участь студенти з різних куточків України, найбільше зі Львова, Києва. Протести завершилися підписанням постанови Верховної Ради УРСР, яка гарантувала виконання частини вимог учасників протесту.

## Учасники голодування
У перший же день (1 жовтня) на нараді ухвалено рішення, що троє Співголів акції та актив табору (комендант табору, охорона, прес-служба і т.д.) не будуть голодувати. Вони носили пов'язки чорного кольору, а голодувальники — білого, з написом «Я голодую».
| Учасник                                | Роки життя | Місто              | Тоді й пізніше |
| -------------------------------------- | ---------- | ------------------ | --- |
| Олег Барков                            |            | Дніпродзержинськ   | Співголова акції, голова УСС (Української студентської спілки) Дніпродзержинська |
| Олесь Доній                            |            | Київ               | Співголова акції, голова УСС Києва. Пізніше — народний депутат України VII скликання. |
| Маркіян Іващишин                       | 1966-2019  | Львів              | Співголова акції, голова Студентського братства Львова. Пізніше — громадський, політичний і культурний діяч, підприємець. |
| Денис Автономов                        |            |                    | |
| Наталка Бабик                          |            |                    | |
| Ростислав Баглай                       |            | Львів              | студент Лісотехнічого університету |
| Сергій Бащук                           |            | Львів              | Разом з О. Кузаном відповідав за зв'язки з громадськістю |
| Андрій Біленький                       |            |                    | |
| Тарас Більчук                          | 1960-2017  | Коршів             | художник, громадський діяч, лицар ордена Героїв Небесної Сотні |
| Микола Богославець                     |            |                    | |
| Іван Бортник                           |            | Суми               | Малював на пов'язках написи «Я голодую». Також малював на спинах назви міст та організацій, з яких приїхали люди |
| Віталій Буряк                          |            |                    | |
| Оксана Гресько                         |            | Львів              | ЛКДУМ ім. Івана Труша студенка першого курсу. |
| Любомир Валько                         |            | Івано-Франківськ   | |
| Орест Васильців                        |            | Львів              | Студентське братство Львівського лісотехнічного інституту (ЛЛТІ). |
| Вероніка Величко                       |            |                    | |
| Андрій Винничук                        |            | Львів              | Голова Студентського братства ЛНУ ім. І. Франка, депутат Львівської міської ради у 1990-92 рр. Пізніше — один із засновників та перший голова Студентського братства НаУКМА (1992—1994 рр.).                                                                            |
| Марта Винницька (Дячун)                |            | Львів              | Координатор акції від ЛЛТІ. Студентське братство Львівського лісотехнічного інституту. |
| Юрій Герцик                            |            |                    | |
| Дмитро Глушенко                        |            |                    | |
| Сергій Годлєвський                     |            |                    | |
| Роман Головач                          |            |                    | |
| Олег Головецький                       |            | Івано-Франківськ   | |
| Володимир Голоднюк                     |            | Вінниця            | Студент Вінницького державного педагогічного університету. Під час російсько-української війни — активіст і координатор громадської організації «Штаб Національного Спротиву Збаразького району». Батько Героя України Устима Голоднюка.                                |
| Ігор Гложик                            |            | Львів              | Голова Студентського братства Українського поліграфічного інституту |
| Юрій Грамажора                         |            | Суми               | |
| Людмила Гридковець (з дому — Баранник) |            |                    | |
| Ярина Гридько                          |            |                    | |
| Михайло Гриценко                       |            | Суми               | |
| Андрій Гусак                           |            |                    | |
| Тарас Давидяк                          |            | Львів              | |
| Сашко Дащенко                          |            |                    | |
| Руслан Дейниченко                      |            | Суми               | |
| Ростислав Дідух                        |            |                    | |
| Оксана Друль                           |            |                    | |
| Андрій Дзьобан                         | 14.02.1972 | Червоноград        | Студент Українського поліграфічного інституту.Голодував на Майдані Незалежності. Пізніше — волонтер з надання допомоги Збройним Силам України і в благодійних проектах та блогер (проєкти у соцмережах про Пантеон героїв українського народу та його катів-окупантів). |
| Андрій Дуригін                         |            | Львів              | |
| Оксана Забужко                         |            |                    | |
| Олег Зоренко                           | 05.06.1972 | Тиврів, Вінниччина | Студент Українського поліграфічного інституту. Голодував на Майдані Незалежності.Пізніше -журналіст і волонтер.Зазнав полону і знущань проросійських ксенофобів під час перебування за кордоном.                                                                        |
| Юрій Зубко                             |            |                    | |
| Олександр Ірванець                     |            |                    | |
| Володимир Калин                        |            | Івано-Франківськ   | |
| Михайло Канафоцький                    |            | Львів              | |
| В'ячеслав Кириленко                    |            |                    | |
| Наталя Климовська (Лещук)              |            |                    | |
| Андріян Кліщ                           |            | Львів              | |
| Оксана Козенко-Клочко                  |            | Львів              | |
| Тарас Корпало                          |            | Київ               | Студент 4-го курсу Київського державного університету імені Т. Г. Шевченка, співголова акції, комендант наметового містечка |
| Віталій Лесюк                          |            | Львів              | студент Національного лісотехнічного університету |
| Олег Кашівський                        |            | Львів              | |
| Роман Жежнич                           |            | Львів              | |
| Михайло Канафоцький                    |            |                    | На шнурку, який обперізував територію наметового містечка, почепив аркуш паперу, де написав «Майдан Незалежності». Площу Жовтневої революції перейменовано на Майдан Незалежності через рік, у серпні 1991-го                                                           |
| Вахтанг Кіпіані                        |            | Миколаїв           | Студент історичного факультету Миколаївського педагогічного інституту ім. Бєлінського, приїхав 14 жовтня, голодував три доби |
| Руслан Коцаба                          |            |                    | |
| Ігор Коцюруба                          | 1965-2018  | Львів              | Голова Студентського братства Львівського політехнічного інституту, керівник охорони наметового містечка |
| Андрій Кравець[джерело?]               |            | Львів              | Студент факультету фізики Львівського університету |
| Степан Краховецький                    |            |                    | |
| Наталка Крупа                          |            |                    | |
| Олег Кузан                             |            | Львів              | Студент факультету журналістики ЛДУ ім Івана Франка. Член-засновник Студентського Братства ЛДУ. Разом зі С. Бащуком відповідав за зв'язки з громадськістю |
| Марта Кульчицька (Герман)              |            | Львів              | Студентське братство Львівського лісотехнічного інституту (ЛЛТІ). |
| Андрій Лесишин                         | 1970       | Дрогобич           | Студент Українського поліграфічного інституту,пізніше підприємець-видавець у Дрогобичі |
| Ярослав Лернатович                     |            | Львівщина          | Студент Українського поліграфічного інституту |
| Альбіна Лозинська                      |            |                    | |
| Богдан Лозинський                      |            |                    | |
| Микола Лукасевич                       |            | Львів              | Студент Українського поліграфічного інституту |
| Марія Маєрчик                          |            | Львів              | Студентка факультету журналістики ЛДУ ім Івана Франка. |
| Роман Макаренко                        |            |                    | |
| Ірина Мамчур                           |            |                    | |
| Сергій Маслюк                          |            | Вінниця            | |
| Олег Медуниця                          |            |                    | |
| Дмитро Мірошниченко                    |            |                    | |
| Ростислав Міхеєнко                     |            |                    | |
| Андрій Міщенко                         |            | Львів              | Першокурсник «Львівської політехніки», активіст студентської революції. З 1991-го — член ВО «Свобода», нардеп VII скликання |
| Володимир Мовчан                       |            | Суми               | |
| Дмитро Мороз                           |            | Київ               | Голодував усі 16 днів, але, як киянин, ходив ночувати додому |
| Ярослав Мудрий                         |            |                    | |
| Олег Наворенський                      |            | Івано-Франківськ   | |
| Андрій Наталуха                        |            | Суми               | Учень 10-го класу |
| Неда Неждана (Надія Мірошниченко)      | 08.06.1971 | Київ-Краматорськ   | Студентка Київського педагогічного інституту іноземних мов. Голодувала на Майдані Незалежності. Пізніше - поет, драматург, культуролог. Події Революції на Граніті описані в п'єсі "Кицька на спогад про темінь".                                                       |
| Артур Онуфрієв                         |            |                    | |
| Ігор Особік                            |            | Львів              | Студент Львівського політехнічного інституту |
| Соломія Павличко                       | 1958-1999  | Київ               | |
| Іван Паровяк                           |            |                    | |
| Тарас Пастушенко                       |            | Львів              | |
| Олесь Пограничний                      |            | Львів              | Студент факультету журналістики ЛДУ ім Івана Франка. Співредактор газети Студентського Братства - "Братство" (1989-1990) |
| Наталія Потоп'як                       |            | Львів              | Студентське Братство Національний лісотехнічний університет України |
| Андрій Посікіра                        |            | Львів              | |
| Микола Походжай                        |            | Дрогобич           | Студент Дрогобицького педінституту. Перший голова (1989-1992) Студентського Братства "Каменяр" Дрогобицького державного педагогічного інституту |
| Тарас Прохасько                        |            | Львів              | Студент біологічного факультету Львівського державного університету імені Івана Франка, був у загоні охорони табору |
| Богдан Пужак                           |            |                    | |
| Віктор Рог                             |            | Суми               | Студент історичного факультету Сумського педагогічного інституту |
| Павло Розенко                          |            |                    | |
| Андрій Рожнятовський                   |            | Львів              | |
| Анжеліка Рудницька                     |            | Київ               | Пізніше — співачка, телеведуча, президент Мистецької агенції «Територія А». |
| Ярослав Рущишин                        | 1967-2025  | Львів              | Пізніше — народний депутат України IX скликання, український підприємець і громадський діяч. Співзасновник Мистецького об'єднання «Дзиґа». Почесний сенатор УКУ, співзасновник та член наглядової ради Львівської бізнес-школи УКУ.                                     |
| Олег Савіцький                         |            |                    | |
| Ігор Савчак                            |            | Дрогобич           | Студент факультету іноземних мов Дрогобицького педінституту. Другий голова Студентського Братства "Каменяр" Дрогобицького державного педагогічного інституту |
| Лідія Савченко                         |            | Львів              | |
| Андрій Салюк                           |            | Львів              | |
| Ольга Самборська                       |            |                    | |
| Юрко Сардига                           |            | Львів              | |
| Володимир Свіжович                     |            |                    | |
| Михайло Свистович                      |            |                    | |
| Остап Семерак                          |            | Львів              | Студент фізичного факультету Львівського університету ім. І. Франка, був в охороні наметового містечка |
| Тарас Семущак                          |            | Львів              | Студент Львівського медичного інституту, разом з О. Тягнибоком керував медичною службою наметового містечка |
| Наталка Семущак                        |            |                    | |
| Тарас Ситник                           |            |                    | |
| Ігор Сліпецький                        |            | Львів              | |
| Юрій Слісарук                          |            | Вінниця            | |
| Андрій Стецьків                        |            | Львів              | |
| Петро Тимчишин                         |            |                    | |
| Ростислав Товарницький                 |            | Дрогобич           | Студент Дрогобицького педінституту |
| Олег Тягнибок                          |            | Львів              | Студент Львівського медичного інституту, разом із Т. Семущаком керував медичною службою наметового містечка. Відтак — політик, очолив ВО «Свобода» |
| Віктор Уколов                          |            | Дрогобич           | Студент Київського педагогічного інституту |
| Олег Ущенко                            |            |                    | |
| Ігор Федоришин                         |            | Вінниця            | |
| Олег Хавич                             |            | Чернівці           | |
| Андрій Хавунка                         |            | Львів              | |
| Володимир Чемерис                      |            |                    | |
| Едуард Шевельов                        |            |                    | |
| Петро Шеревера                         |            | Київ               | |
| Роксоляна Шимчук (Лозовик)             |            | Львів              | Студентка Львівського політехнічного інституту |
| Віктор Ягун                            |            | Львів              | Студент Лісотехнічного інституту |
| Ольга Кір'як                           |            | Дрогобич           | Студентка фізико-математичного факультету |
| Костянтин Лигун                        | 1970-2000  | Київ               | Член УСС, осередок Київського політехнічного інституту |
| Орест Микита                           |            | Львів              | Студент Українського поліграфічного інституту,львів'янин,діяв у лавах охорони наметового містечка,пізніше - науковець |
| Володимир Співак                       |            | Львів              | Студент Українського поліграфічного інституту,львів'янин,пізніше - журналіст,зокрема газети "Ратуша" Львівської міськради |
| Зіновій Кіндрачук                      |            | Івано-Франківськ   | В 1990 р. студент 5-го курсу Івано-Франківського педагогічного інституту ім. В. Стефаника, у 2014—2015 рр. — боєць АТО, солдат 128 ОГШБр, захисник м. Дебальцеве. |

Студенти Вінницького педагогічного інституту, активісти масових народних акцій в підтримку здобуття Україною державності в м. Вінниця влітку 1990 року Анатолій Харкавий, Андрій Лактіонов, Ігор Федоришин, Юрій Слісарук.
Ірина Зузук, Віталій Кодря — з Івано-Франківська[джерело?].
Також сотні студентів та небайдужих громадян з різних міст матеріально та організаційно сприяли учасникам. Серед них, зокрема, уродженець Вінниччини Андрій Войтюк — студент журналістики Львівського університету, один з організаторів масового виїзду студентства на Вінниччину для вшанування пам'яті Данила Нечая та Василя Стуса та в підтримку державності України, надалі — військовик Збройних Сил України, учасник антитерористичної операції на Сході України та війни з російськими агресором, Ігор Цаплюк (нар. 07.11.1971 року) — студент Вінницького політехнічного інституту, активіст Спілки незалежної української молоді із селища Тиврів Вінницької області, пізніше — учасник УНА-УНСО, діяв  у лавах загону цієї організації під час конфлікту в Придністров'ї 1992 року, захищаючи мирне місцеве українське населення.

## Підтримували учасників
| Учасник                 | Учасник                 | Місто | Хто це |
| ----------------------- | ----------------------- | --- | ------ |
| Бердник Олесь Павлович  | Гребені (Київська обл.) | Письменник-фантаст, приходив підтримувати студентів |        |
| Марія Бурмака           | Харків                  | Студентка філологічного факультету Харківського університету, пізніше — співачка. Приїжджала підтримувати протестувальників, співала їм пісень |        |
| Драч Едуард Валерійович | Черкаси                 | Бард, приїжджав підтримувати протестувальників, співав їм пісень |        |
| Крюкова Ніла Валеріївна |                         | Акторка, народна артистка УРСР. «Коли нам була потрібна допомога під час Студентської революції на граніті, вона прийшла і лягла на граніт разом зі студентами» — Олесь Доній |        |
| Степан Хмара            | Львів                   | Депутат Верховної ради УРСР. Підтримав студентів особистим голодуванням |        |
| Віктор Бедь             | Тересва/Тячів/Ужгород   | Народний депутат України 1-го скликання (1990—1994), член антикомуністичної опозиції «Народна Рада» у ВР. Підтримав учасників Революції на гранті оголошенням особистого політичного голодування. Вживав заходи у Верховній Раді України щоб не допустити насильницького розгону учасників Революції на граніті в м. Києві. Неодноразово виступав під час сесійних засідань та у постійних комісіях Верховної Ради України із зверненнями на підтримку вимог учасників Революції на граніті та вносив на голосування Парламенту пропозицію про зняття В. Масола з посади голови Ради Міністрів Української РСР. 10 жовтня 1990 р. зачитав у прямому ефірі УТ-1 Держтелерадіо УРСР, фактично захопленого протестуючими, заяву-звернення парламентської антикомуністичної опозиції до українського народу про підтримку політичних вимог учасників Революції на граніті. |        |
| Максим Буткевич         | Київ                    | У 13-річному віці виступив на мітингу |        |